# Ágios Andréas (Réthymnon)
Ágios Andréas, en grec moderne : Άγιος Ανδρέας, est un village du dème de Réthymnon, en Crète, en Grèce. Selon le recensement de 2011, la population d'Ágios Andréas compte 203 habitants. Le village est situé à une altitude de 210 m et à 11 km de Réthymnon.

## Recensements de la population
| Recensements | 1881 | 1900 | 1928 | 1940 | 1951 | 1961 | 1971 | 1981 | 1991 | 2001 | 2011 |
| ------------ | ---- | ---- | ---- | ---- | ---- | ---- | ---- | ---- | ---- | ---- | ---- |
| Population   | 275  | 19   | 148  | 153  | 134  | 133  | 109  | 117  | 173  | 211  | 203  |